# Municipio de Clear Fork
El municipio de Clear Fork (en inglés: Clear Fork Township) es un municipio ubicado en el condado de Marshall en el estado estadounidense de Kansas. En el año 2010 tenía una población de 45 habitantes y una densidad poblacional de 0,48 personas por km².

## Geografía
El municipio de Clear Fork se encuentra ubicado en las coordenadas 39°36′9″N 96°23′55″O / 39.60250, -96.39861. Según la Oficina del Censo de los Estados Unidos, el municipio tiene una superficie total de 93.17 km², de la cual 92,8 km² corresponden a tierra firme y (0,39 %) 0,37 km² es agua.

## Demografía
Según el censo de 2010, había 45 personas residiendo en el municipio de Clear Fork. La densidad de población era de 0,48 hab./km². De los 45 habitantes, el municipio de Clear Fork estaba compuesto por el 97,78 % blancos, el 2,22 % eran afroamericanos. Del total de la población el 0 % eran hispanos o latinos de cualquier raza.